# Бари (Тексас)
Бари (енгл. Barry) град је у америчкој савезној држави Тексас. По попису становништва из 2010. у њему је живело 242 становника.

## Демографија
Према попису становништва из 2010. у граду је живело 242 становника, што је 33 (15,8%) становника више него 2000. године.
| Група             | 2000.       | 2010.       |
| Белци             | 181 (86,6%) | 177 (73,1%) |
| Афроамериканци    | 7 (3,3%)    | 10 (4,1%)   |
| Азијати           | 0 (0,0%)    | 0 (0,0%)    |
| Хиспаноамериканци | 19 (9,1%)   | 47 (19,4%)  |
| Укупно            | 209         | 242         |